# Хосе Мария Галан
Хосе Мария Галан Родригес (на испански: José María Galán Rodríguez) е испански майор, известен с участието си в Гражданската война в Испания.

## Биография
Брат е на Фермин Галан, лидер на въстанието в Хака и Франсиско Галан. Преди войната е лейтенант на карабинерите.
Хосе Мария Галан остава верен на испанското правителство по време на преврата от юли 1936 г., който предизвиква Гражданската война. През юли 1936 г. ръководи милиционерска колона на фронта на Сомосиера. През октомври 1936 г. ръководи 3-та смесена бригада, една от първите подобни създадени части.
По-късно участва във Втората битка на Корунския път. През юни 1937 г. ръководи 34-та дивизия в офанзивата в Сеговия. През 1938 г. ръководи XXIII армейски корпус в Андалусия.
След войната бяга първо в СССР, а по-късно се заточва в Куба. Умира там през 1978 г.